# Зелена Долина (Кам'янський район)
Зеле́на Доли́на — село в Україні, у Божедарівській селищній громаді Кам'янського району Дніпропетровської області.
Населення — 276 мешканців.

## Географія
Село Зелена Долина знаходиться за 3 км від правого берега річки Базавлук, на відстані 0,5 км від селища Адамівське. По селу протікає пересихаючий струмок з загатою. Поруч проходять автомобільна дорога Т 0429 і залізниця, станція Адамівське за 0,5 км.

## Населення

### Мова
Розподіл населення за рідною мовою за даними перепису 2001 року:
| Мова       | Кількість | Відсоток |
| ---------- | --------- | -------- |
| українська | 268       | 97.10%   |
| російська  | 7         | 2.54%    |
| болгарська | 1         | 0.36%    |
| Усього     | 276       | 100%     |